# Vologda
Vologda (ryska: Вологда) är en stad i norra Ryssland, belägen nordost om Rybinskreservoaren, med cirka 300 000 invånare. Den är huvudstad och den näst största staden i Vologda oblast, och är en viktig industriort och järnvägsknutpunkt. I Vologda tillverkas det bland annat järnvägsutrustning, jordbruksmaskiner, textilier, glas och cement.
Vologda grundades 1147.

## Administrativt område
Vologda administrerar även en landsbygdsort utanför själva centralorten.
| Stad/Ort   | Invånarantal 9 oktober 2002 | Invånarantal 14 oktober 2010 | Invånarantal 1 januari 2015 |
| ---------- | --------------------------- | ---------------------------- | --------------------------- |
| Vologda    | 293 046                     | 301 755                      | 311 166                     |
| Molotjnoje | 8 587                       | 7 535                        | 8 242                       |
| TOTALT     | 301 633                     | 309 290                      | 319 408                     |